# Ersin Demir
Ersin Demir (* 8. Dezember 1977 in Köln) ist ein ehemaliger deutsch-türkischer Fußballspieler.

## Karriere
Ersin Demir spielte in seiner Jugend bei Adler Dellbrück in Köln und TuS Höhenhaus. Seine Profikarriere begann er in der zweiten Mannschaft von Bayer 04 Leverkusen, in der er fünf Jahre lang spielte. 2000 wechselte er zu Alemannia Aachen in die 2. Bundesliga, bestritt in der folgenden Saison jedoch nur acht Spiele.
Danach spielte er ein halbes Jahr bei Samsunspor in der türkischen Süper Lig und wechselte bereits in der Winterpause zum Chemnitzer FC in die deutsche Regionalliga Nord. In der Spielzeit 2002/03 erzielte er für Chemnitz 18 Tore und war damit nach Dmitrijus Guščinas zusammen mit Veselin Gerov zweitbester Torschütze der Staffel. Im Sommer 2003 wechselte er zum FC Augsburg, bei dem er in der folgenden Jahreshälfte 16 Spiele bestritt und dabei drei Tore erzielte.
Im Januar 2004 wechselte er zum Zweitligisten FC Erzgebirge Aue, wurde jedoch gleich bei einem Hallenturnier schwer verletzt (Kreuzbandriss). So kam Ersin Demir erst ab der Saison 2004/05 zum Einsatz. Bis Ende 2006 bestritt er für Aue 57 Bundesliga-Spiele (11 Tore).
Zum 1. Juli 2007 wechselte er zum Regionalligisten FC Ingolstadt 04, dort unterschrieb er einen Dreijahresvertrag. In seiner ersten Saison erzielte Demir in 32 Spielen zehn Tore und stieg mit den Schanzern in die 2. Bundesliga auf. Nach nur einem Jahr folgte der Wiederabstieg in die dritte Liga. In der Saison 2010/11 ließ er seine Karriere in der zweiten Mannschaft des FCI ausklingen. Seit dem 1. Juli 2011 ist er als Trainer im Ingolstädter Nachwuchsleistungszentrum tätig und stieg dort mittlerweile zum Nachwuchskoordinator und Trainer der U-19 auf.